# Jüdische Gemeinde Étain
Eine Jüdische Gemeinde in Étain, einer französischen Gemeinde im Département Meuse in Lothringen, bestand seit dem 18. Jahrhundert. Heute zeugen nur noch die Synagoge und der jüdische Friedhof von ihrer Existenz.

## Geschichte
Juden sind in Étain seit 1754 bezeugt. Anfang des 19. Jahrhunderts sind es bereits 65 jüdische Bürger, die vor allem vom Pferde-, Vieh- und Getreidehandel lebten. Die jüdische Gemeinde Étain war die älteste jüdische Gemeinde im Département Meuse und im 19. Jahrhundert die zweitgrößte.

## Nationalsozialistische Verfolgung
Während des Zweiten Weltkriegs wurde die Synagoge von den deutschen Truppen als Pferdestall benutzt und geschändet. Ein großer Teil der jüdischen Gemeinde wurde deportiert und ermordet.

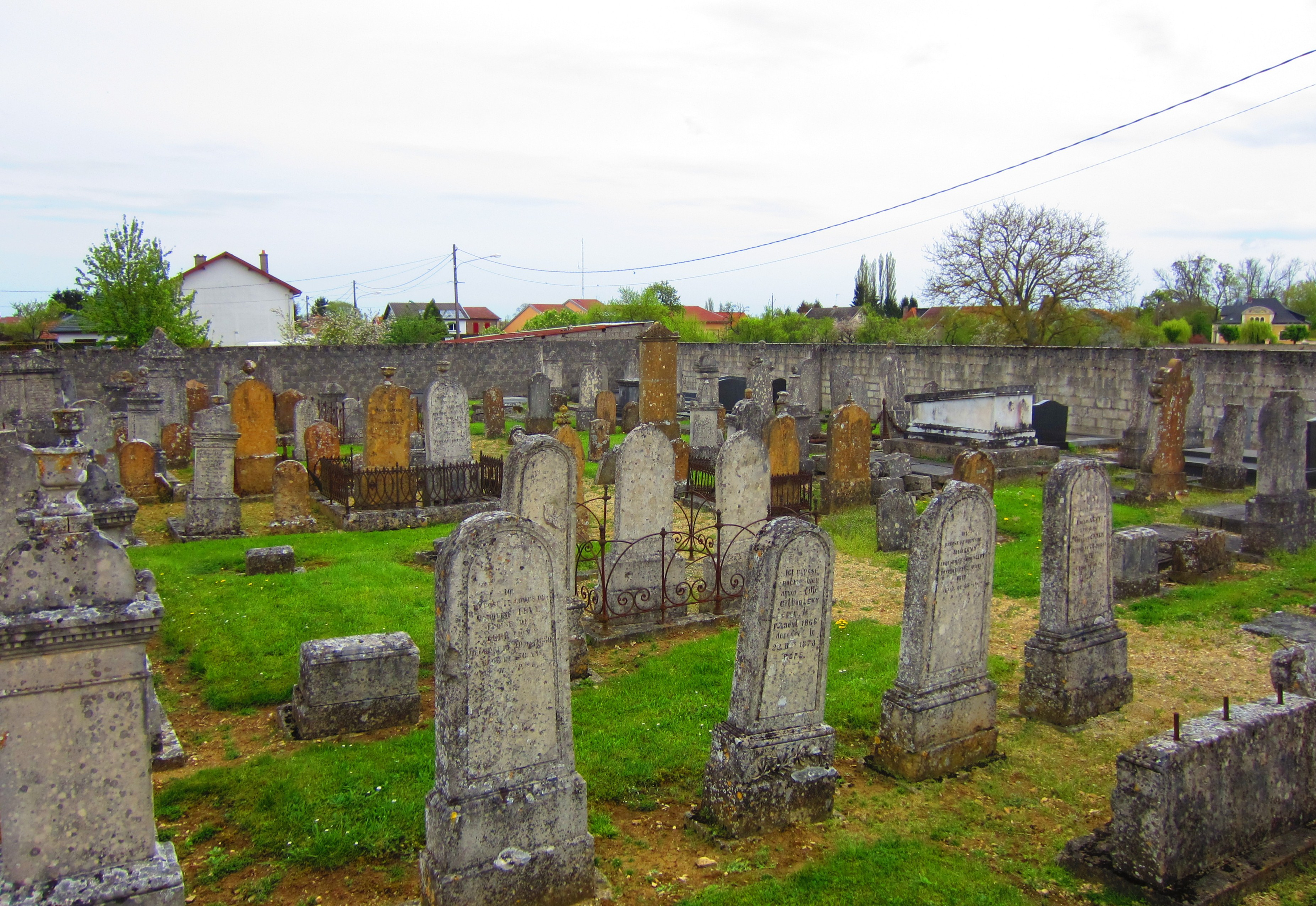
Jüdischer Friedhof in Étain